# Bia-Tawaya-Nationalpark
Der Bia-Tawaya-Nationalpark, auch Bia-Nationalpark genannt, ist ein Nationalpark in der Western North Region von Ghana, dessen vorherrschende Vegetationsform unberührter tropischer Regenwald ist. Er wurde 1935 zu einem Waldschutzgebiet (Forest Reserve) mit einer Größe von 306 km² erklärt und nach dem Fluss Bia benannt, der das Gebiet durchfließt. Seit 1974 ist er als offizieller Nationalpark ausgewiesen, ursprünglich mit einer Fläche von 308 km². Seine derzeitige Größe beträgt 78 km². Im Süden schließt sich ein 563 km² großes tropisches Regenwaldgebiet an, das als Bia Game Production Reserve oder Bia Resource Reserve unter einen gewissen Schutz gestellt ist, jedoch zahlreiche für den Holzhandel interessante Baumarten enthält.
Auf einer Meereshöhe von 145 bis 230 m fallen hier jährlich 1300 bis 1600 mm Regen. Das Gebiet des Bia Game Production Reserve liegt auf 170 bis 643 m Höhe über dem Meeresspiegel mit einem Jahresniederschlag von 1500 bis 1700 mm. Der Park ist bedeckt von teilweise unberührtem Regenwald mit zahlreichen immergrünen und laubabwerfenden Baumarten, Palmen, Lianen und Orchideen. Eine Vielzahl der Pflanzen, Bäume und Blumen ist als selten einzustufen. Einige der höchsten Bäume Westafrikas stehen im Bia-Tawaya-Nationalpark.
Im Park leben 62 Säugetierarten. Man findet hier die klassischen Tierarten des Regenwaldes, unter ihnen auch Leoparden, Bongos, Schwarzrückenducker, Gelbrückenducker, Büffel sowie viele Affenarten einschließlich Schimpansen, außerdem über 160 Vogelarten und Antilopen. Nach Angaben aus dem Jahr 1987 beherbergte dieses große Ökosystem etwa 150 Waldelefanten, in den 1990er Jahren sollen es 300 bis 500 gewesen sein.
Der Bia-Nationalpark wurde 1983 zum Biosphärenreservat der UNESCO erklärt. Der Nationalpark und das Bia Resource Reserve sind eine Important Bird Area. Wilderei und Holzernte stellen ernste Bedrohungen für den Bia-Tawaya-Nationalpark dar. Im Rahmen des Ghana Protected Area Development Programme erhält der Bia-Nationalpark finanzielle Unterstützung der EU.